# Lithostege angulata
Lithostege angulata là một loài bướm đêm trong họ Geometridae.